# Hormônio luteinizante
A hormona luteinizante (português europeu) ou hormônio luteinizante (português brasileiro),  luteoestimulina ou ainda LH (Luteinizing Hormone, em inglês) é um hormônio produzido pela adenoipófise. Em mulheres,  a acentuada elevação dos níveis de LH desencadeia a ovulação e o desenvolvimento do corpo lúteo., além de coordenar a secreção de progesterona. No homem, também chamado de hormônio estimulante das células intersticiais (ICSH), estimula as células de Leydig a produzirem testosterona, hormônio responsável pelo aparecimento dos caracteres sexuais secundários do macho, bem como pelo apetite sexual. Atua em conjunto com o FSH. Também é o hormônio responsável pela maturação dos espermatozoides nos tubos seminíferos.

## Estrutura
O LH é uma glicoproteína heterodimérica; cada monômero é uma molécula de glicoproteína, e subunidades alfa e beta compõem a totalidade de sua estrutura funcional. 
Sua estrutura é similar a de outros hormônios glicoprotéicos, como FSH, TSH e hCG. Cada dímero é composto por duas subunidades glicopeptídicas, denominadas subunidades alfa e beta, conectadas por ligação não covalente (i.e., sem nenhuma ponte dissulfeto entre elas)
- As subunidades alfa de LH, FSH, TSH e hCG são idênticas, contendo 92 aminoácidos em humanos e 96 nas maioria das outras espécies de vertebrados. (invertebrados não apresentam hormônios glicoprotéicos)
- Já as subunidades beta variam; LH possui possui uma subunidade beta contendo 120 aminoácidos (LHB), o que confere uma atividade biológica específica, também sendo responsável pela especificidade da ligação com o receptor de LH presente nas células. Esta subunidade beta contém uma sequência de aminoácidos que apresenta grande homologia com aquela presente nas subunidades do hCG, fazendo com que ambos respondam ao mesmo receptor. Contudo, a subunidade beta do hCG possui 24 aminoácidos adicionais, causando a diferenciação entre os dois hormônios quanto aos açúcares contidos em suas moléculas.

## Função
O LH tem grande importância para a reprodução, tanto para as mulheres, quanto para os homens.

### Efeitos em fêmeas
O mecanismo de interação entre LH e estradiol, hormônios importantes para a reprodução, ainda não é totalmente esclarecido. No entanto, a atividade do LH na ovulação já é determinado. 
Após o início de sua liberação pela adenoipófise, no período menstrual, o aumento da produção de LH se dá num curto intervalo de 24 a 48 horas. Este "pico" de LH é o que desencadeia a ovulação, não apenas liberando o ovócito do folículo ovariano como também iniciando a conversão dos resíduos deste folículo em um corpo lúteo que, por sua vez, produzirá progesterona para preparar o endométrio para uma possível implantação.
O LH é indispensável para a manutenção desta função do corpo lúteo na segunda metade do ciclo menstrual. Caso haja a fecundação e a gravidez se inicie, os níveis de LH entrarão em queda, sendo substituído em sua função pelo hCG a ser secretado pela placenta recém-formada. 
A exposição mínima ao LH necessária para a maturação satisfatória do óvulo é chamada de Limiar do LH. Muito pouco LH, abaixo do nível do limiar, pode levar à maturação inadequada dos óvulos. Por outro lado, pesquisas têm mostrado que a exposição excessiva ao LH também danifica a maturação do óvulo. A exposição máxima requerida para maturação ótima do óvulo é chamada de Teto do LH.

### Efeitos em machos
O LH atua sobre as células de Leydig dos testículos, sendo regulado pelo GnRH . As células de Leydig são responsáveis pela produção de testosterona (T), andrógeno presente tanto na atividade exócrina quanto na intratesticular da espermatogênese.
Liberado pela adeno-hipófise, o LH passa a ser regulado por pulsos do hormônio liberador de gonadotrofina (GnRH), secretado pelo hipotálamo. Quando os níveis de testosterona estão baixos, o GnRH é liberado de modo a estimular a produção e secreção de LH. O consequente aumento dos níveis de T estimula a adenoipófise e hipotálamo a inibirem a secreção dos referidos hormônios, por mecanismo de feedback negativo. 
Alterações nos níveis de LH e testosterona no sangue podem ser induzidas por excitação sexual em homens. 

## Níveis normais
Os níveis de LH são geralmente baixos durante a infância, e altos em mulheres após a menopausa. Por ser um hormônio liberado em pulsos, é necessário o acompanhamento de suas concentrações por tempo suficiente de modo a determinar seu nível sanguíneo. 

## Prevendo a ovulação
A detecção de um significativo aumento na liberação de LH indica ovulação iminente. O LH pode ser detectado por testes de urina realizados diariamente, em geral, próximo à data estimada de ovulação. A conversão de níveis negativos a positivos sugerem que a ovulação deve ocorrer dentro de 24-48 horas, concedendo à mulheres que desejam engravidar cerca de dois dias para o ato sexual ou a inseminação artificial. 
Vale ressaltar que testes de níveis de LH não são passíveis de utilização como método contraceptivo uma vez que, geralmente,  o pico de LH já se dá no início do período fértil feminino. 

## Doenças relacionadas

### Excesso de LH
Em crianças com puberdade precoce, LH e FSH se encontrarão em níveis correspondentes aos da idade reprodutiva, em detrimento dos baixos níveis esperados para sua faixa etária. 
Ao longo dos anos, alcançada a idade reprodutiva, níveis relativamente altos são comumente vistos em pacientes portadoras da síndrome do ovário policístico; no entanto estes níveis ainda encontram-se dentro da faixa considerada normal em época reprodutiva. 
Níveis constantemente altos do hormônio são indicativos de situações onde o mecanismo de feedback é falho ou ainda ausente, levando a adenoipófise a uma secreção constante de LH e FSH. Ainda que este comportamento seja típico de mulheres em período de menopausa, é anormal ao longo dos anos correspondentes à idade reprodutiva. Esta situação pode ser indicativo de: 
- menopausa precoce
- Síndrome de Turner
- Castração
- Síndrome de Swyer
- Algumas formas de hiperplasia congênita da adrenal
- Falha testicular
- Gravidez - em alguns casos, o Beta-hcg pode mimetizar LH, de modo a aparecerem elevados níveis de LH em testes

### Deficiência de LH
A redução na secreção de LH pode resultar em falha no funcionamento das gônadas (hipogonadismo). Essa condição manifesta-se tipicamente em machos como falha na produção normal de esperma; já em fêmeas, observa-se a ocorrência de amenorreia. Condições de baixa secreção de LH também incluem:
- Síndrome de Pasquali
- Síndrome de Kallman
- Supressão hipotalâmica
- Hipopituitarismo
- Transtornos alimentares
- Hiperprolactinemia